# Saison 2011-2012 de l'Athlétic Club Arles-Avignon
Dernière mise à jour : 18 mai 2012.
Chronologie
Saison précédente Saison suivante
La saison 2011-2012 de l'Athlétic Club Arles-Avignon voit le club s'engager dans trois compétitions que sont la Ligue 2, la Coupe de France et la Coupe de la Ligue. Le club a été relégué en Ligue 2 à la fin de la saison 2010-2011, le club ayant terminé dernier de Ligue 1.

## Effectif de la saison
L'effectif professionnel de la saison 2011-2012 compte 1 joueur formé au club. 8 joueurs internationaux figurent dans l'équipe.
Fabien Campioni entraine les trois gardiens. Le président Michel Salerno a pris l'ex-international Laurent Paganelli comme conseiller technique, en rajoutant « Un peu comme Lacombe l'est avec Aulas ».

## Transferts

### Été 2011
| Nom                          | Nationalité   | Transfert          | Provenance/Destination   | Division                      |
| Arrivées                     |               |                    |                          |                               |
| Ludovic Butelle              | France        | Fin de contrat     | Nîmes Olympique          | Ligue 2                       |
| Haminu Dramani               | Ghana         | Fin de contrat     | FC Kouban Krasnodar      | Premier-Liga                  |
| Jordan Galtier               | France        | Fin de contrat     | EFC Fréjus Saint-Raphaël | National                      |
| Christophe Landrin           | France        | Fin de contrat     | AS Saint-Etienne         | Ligue 1                       |
| Ousmane N'Diaye              | France        | Fin de contrat     | Olympique lyonnais       | CFA                           |
| Florent Petit                | France        | Fin de contrat     | Stade rennais FC         | Ligue 1                       |
| Luigi Pieroni                | Belgique      | Fin de contrat     | Standard de Liège        | Jupiler Pro League            |
| Hugo Rodriguez               | France        | Fin de contrat     | Montpellier HSC          | CFA 2                         |
| Téji Savanier                | France        | Fin de contrat     | Montpellier HSC          | CFA 2                         |
| Khaled Souissi               | France        | Fin de contrat     | Club africain (football) | Ligue I Pro                   |
| Retours de prêt              |               |                    |                          |                               |
| Hameur Bouazza               | Algérie       | Retour de prêt     | Millwall FC              | Football League Championship  |
| Romain Elie                  | France        | Retour de prêt     | Royal Charleroi SC       | Division 2                    |
| Anthony Guise                | France        | Retour de prêt     | US Luzenac               | National                      |
| Chafik Najih                 | Maroc         | Retour de prêt     | Clermont Foot            | Ligue 2                       |
| Départs                      |               |                    |                          |                               |
| Hameur Bouazza               | Algérie       | Transfert (0.20M€) | Millwall FC              | Football League Championship  |
| Franck Dja Djédjé            | Côte d'Ivoire | Transfert (0.30M€) | OGC Nice                 | Ligue 1                       |
| Fins de contrat              |               |                    |                          |                               |
| Camel Meriem                 | France        | Fin de contrat     | OGC Nice                 | Ligue 1                       |
| Rachid Aliaoui               | France        | Fin de contrat     | US Marignane             | Championnat de France amateur |
| Kaba Diawara                 | France Guinée | Fin de contrat     |                          |                               |
| Cyrille Merville             | France        | Fin de contrat     | Nîmes Olympique          | National                      |
| Francisco Pavon              | Espagne       | Fin de contrat     |                          |                               |
| Sébastien Piocelle           | France        | Fin de contrat     | Nîmes Olympique          | National                      |
| Arnaud Torregrossa           | France        | Fin de contrat     | Sporting Toulon Var      | Division d'Honneur            |
| Retours de prêt              |               |                    |                          |                               |
| Loïc Abenzoar                | France        | Retour de prêt     | Olympique lyonnais       | Ligue 1                       |
| Johnathan Aparecido da Silva | Brésil        | Retour de prêt     | Goiás EC                 | Série B                       |
| Rémy Cabella                 | France        | Retour de prêt     | Montpellier HSC          | Ligue 1                       |
| Jean-Alain Fanchone          | France        | Retour de prêt     | RC Strasbourg            | CFA                           |
| Kamel Ghilas                 | Algérie       | Retour de prêt     | Hull City AFC            | Football League Championship  |
| Yann Kermorgant              | France        | Retour de prêt     | Leicester City FC        | Football League Championship  |
| Gregory Lorenzi              | France        | Retour de prêt     | Stade brestois           | Ligue 1                       |
| Vincent Planté               | France        | Retour de prêt     | AS Saint-Etienne         | Ligue 1                       |

## Rencontres de la saison

### Matchs amicaux
L'Athlétic Club Arles-Avignon commence sa saison 2011-2012 avec quatre matchs de préparation au programme avant le début des compétitions officielles, répartis sur le mois de juillet.

### Ligue 2
| Date              | Journée | Adversaire          | Lieu | Score | Buteurs de l'ACA                      | Classement | Affluence | Diffusion |
| ----------------- | ------- | ------------------- | ---- | ----- | ------------------------------------- | ---------- | --------- | --------- |
| 29 juillet 2011   | 1       | Le Mans             | dom. | 1 - 0 | Rocchi 66e                            | 6e         | 2 109     | CFoot     |
| 8 août 2011       | 2       | FC Metz             | ext. | 0 - 0 |                                       | 7e         | 9 030     | Eurosport |
| 12 août 2011      | 3       | FC Nantes           | dom. | 0 - 0 |                                       | 7e         | 2 955     | CFoot     |
| 19 août 2011      | 4       | Stade de Reims      | ext. | 3 - 2 | Baldé 8e, N'Diaye 86e (pen.)          | 10e        | 11 877    | CFoot     |
| 26 août 2011      | 5       | Le Havre AC         | dom. | 1 - 0 | Pieroni 55e                           | 7e         | 1 898     | CFoot     |
| 9 septembre 2011  | 6       | US Boulogne CO      | ext. | 1 - 1 | Pieroni 41e                           | 8e         | 7 615     | CFoot     |
| 16 septembre 2011 | 7       | Clermont Foot       | dom. | 0 - 2 |                                       | 12e        | 2 276     | CFoot     |
| 20 septembre 2011 | 8       | AS Monaco FC        | ext. | 1 - 0 |                                       | 15e        | 3 800     | Eurosport |
| 23 septembre 2011 | 9       | RC Lens             | dom. | 3 - 0 | Savanier 53e, Pieroni 70e, Rocchi 89e | 9e         | 4 151     | CFoot     |
| 30 septembre 2011 | 10      | Angers SCO          | ext. | 2 - 0 |                                       | 12e        | 5 271     | CFoot     |
| 14 octobre 2011   | 11      | Amiens SCF          | dom. | 1 - 1 | Soro 21e                              | 13e        | 2 064     | CFoot     |
| 21 octobre 2011   | 12      | Stade Lavallois MFC | ext. | 2 - 1 | Ayasse 50e                            | 14e        | 4 417     | CFoot     |
| 28 octobre 2011   | 13      | SC Bastia           | ext. | 2 - 0 |                                       | 15e        | 1 023     | CFoot     |
| 4 novembre 2011   | 14      | EA Guingamp         | dom. | 1 - 2 | Soro 64e                              | 19e        | 3 483     | CFoot     |
| 25 novembre 2011  | 15      | Tours FC            | ext. | 4 - 1 | Najih 71e                             | 19e        | 3 587     | CFoot     |
| 2 décembre 2011   | 16      | LB Châteauroux      | dom. | 0 - 0 |                                       | 19e        | 1 785     | CFoot     |
| 16 décembre 2011  | 17      | CS Sedan Ardennes   | ext. | 0 - 0 |                                       | 19e        | 8 351     | CFoot     |
| 20 décembre 2011  | 18      | FC Istres OP        | dom. | 1 - 5 | Ayasse 36e                            | 19e        | 2 803     | CFoot     |
| 14 janvier 2012   | 19      | ES Troyes AC        | ext. | 0 - 1 | Drouin 79e (csc)                      | 18e        | 6 529     | CFoot     |
| 18 janvier 2012   | 20      | Stade de Reims      | dom. | 2 - 2 | Dalé 48e (pen.), Yattara 70e          | 19e        | 1 864     | CFoot     |
| 28 janvier 2012   | 21      | Le Havre AC         | ext. | 1 - 1 | Ayasse 9e                             | 19e        | 6 524     | CFoot     |
| 4 février 2012    | 22      | US Boulogne CO      | dom. | 2 - 1 | Yattara 27e, Yattara 80e              | 19e        | 2 185     | CFoot     |
| 11 février 2012   | 23      | Clermont Foot       | ext. | 0 - 0 |                                       | 17e        | 4 312     | CFoot     |
| 17 février 2012   | 24      | AS Monaco FC        | dom. | 2 - 1 | Abdelhamid 6e, Yattara 19e            | 16e        | 3 239     | CFoot     |
| 24 février 2012   | 25      | RC Lens             | ext. | 0 - 0 |                                       | 16e        | 19 821    | CFoot     |
| 2 mars 2012       | 26      | Angers SCO          | dom. | 2 - 2 | Ayasse 80e, Draman 90e                | 17e        | 2 386     | CFoot     |
| 9 mars 2012       | 27      | Amiens SCF          | ext. | 0 - 3 | Dalé 5e, Ayasse 24e, Yattara 67e      | 15e        | 8 957     | CFoot     |
| 16 mars 2012      | 28      | Stade Lavallois MFC | dom. | 1 - 0 | Dalé 57e                              | 13e        | 2 235     | CFoot     |
| 23 mars 2012      | 29      | SC Bastia           | dom. | 0 - 0 |                                       | 13e        | 4 407     | CFoot     |
| 30 mars 2012      | 30      | EA Guingamp         | ext. | 1 - 1 | Dalé 85e                              | 13e        | 7 298     | CFoot     |
| 6 avril 2012      | 31      | Tours FC            | dom. | 2 - 2 | Ayasse 30e, Ayasse 90+4e              | 13e        | 2 493     | CFoot     |
| 13 avril 2012     | 32      | LB Châteauroux      | ext. | 1 - 2 | Ayasse 10e, Dalé 90+2e                | 13e        | 7 162     | CFoot     |
| 20 avril 2012     | 33      | CS Sedan Ardennes   | dom. | 0 - 0 |                                       | 13e        | 3 039     | CFoot     |
| 27 avril 2012     | 34      | FC Istres OP        | ext. | 0 - 0 |                                       | 13e        | 2 784     | CFoot     |
| 1er mai 2012      | 35      | ES Troyes AC        | dom. | 0 - 0 |                                       | 15e        | 2 896     | CFoot     |
| 4 mai 2012        | 36      | FC Nantes           | ext. | 3 - 0 |                                       | 16e        | 9 241     | CFoot     |
| 11 mai 2012       | 37      | FC Metz             | dom. | 1 - 0 | Ayasse 42e                            | 15e        | 4 914     | CFoot     |
| 18 mai 2012       | 38      | Le Mans FC          | ext. | 1 - 1 | Roufosse 2e                           | 13e        | 13 289    | CFoot     |

 Mise à jour : 18 mai 2012

### Coupe de la ligue
| Date       | Tour         | Adversaire | Lieu    | Résultat | Buteurs pour l'ACA | Affluence |
| 22 juillet | Premier tour | Le Mans FC | Le Mans | 1 - 0    |                    | 6 309     |

### Coupe de France
| Date        | Tour    | Adversaire       | Lieu    | Résultat | Buteurs pour l'ACA | Affluence |
| 19 novembre | 7e tour | AS Valence (CFA) | Valence | 2 - 0    |                    |           |